# Peyroux
Der Peyroux ist ein Fluss im Südwesten von Frankreich, der im Département Creuse der Region Nouvelle-Aquitaine nördlich der Stadt Limoges verläuft.

## Geografie

### Verlauf
Der Peyroux entspringt im südöstlichen Gemeindegebiet von Le Grand-Bourg, verläuft generell Richtung Westnordwest und mündet nach rund 16 Kilometern bei Saint-Étienne-de-Fursac in der Gemeinde Fursac als linker Nebenfluss in die Gartempe.

### Orte am Fluss
(Reihenfolge in Fließrichtung)
- Les Bains, Gemeinde Le Grand-Bourg
- Le Grand Murat, Gemeinde Bénévent-l’Abbaye
- La Toueille, Gemeinde Le Grand-Bourg
- Peyroux, Gemeinde Chamborand
- Saint-Étienne-de-Fursac, Gemeinde Fursac